# Notus

Notus  (лат.) — род  цикадок из отряда полужесткокрылых.

## Описание
Цикадки длиной около 3 мм. Стройные, золотисто-жёлтые, на болотных и прибрежных осоках. Темя выступает вперёд. В Палеарктике 5 видов.
- Notus flavipennis (Zetterstedt, 1828)
- Notus italicus Wagner, 1954